# Episodi di V.I.P. (seconda stagione)
La seconda stagione della serie televisiva V.I.P. è stata trasmessa negli Stati Uniti in Syndication dal 25 settembre 1999.
 In Italia la serie è stata trasmessa da Italia 1.
| nº | Titolo originale             | Titolo italiano                 | Prima TV USA      | Prima TV Italia |
| -- | ---------------------------- | ------------------------------- | ----------------- | --------------- |
| 1  | Return of the Owl            | Il ritorno del gufo             | 25 settembre 1999 |                 |
| 2  | Big Top Val                  | Andiamo al circo                | 2 ottobre 1999    |                 |
| 3  | Ransom of Red Val            | Il riscatto di Vallery la rossa | 9 ottobre 1999    |                 |
| 4  | Dr. StrangeVal               | Il dottor strana Vallery        | 16 ottobre 1999   |                 |
| 5  | Quick and the Dead           | L'uomo dalle molte facce        | 23 ottobre 1999   |                 |
| 6  | Valma and Louise             | Valma e Louise                  | 30 ottobre 1999   |                 |
| 7  | Stop or Val's Mom Will Shoot |                                 | 6 novembre 1999   |                 |
| 8  | Val Goes to Town             |                                 | 13 novembre 1999  |                 |
| 9  | Mao Better Blues             |                                 | 20 novembre 1999  |                 |
| 10 | Why Too Kay?                 |                                 | 27 novembre 1999  |                 |
| 11 | Dangerous Beauty             |                                 | 22 gennaio 2000   |                 |
| 12 | Analyse Val                  |                                 | 29 gennaio 2000   |                 |
| 13 | All You Need is Val          |                                 | 5 febbraio 2000   |                 |
| 14 | New Val'd Order              |                                 | 12 febbraio 2000  |                 |
| 15 | Vallery's Secret             |                                 | 19 febbraio 2000  |                 |
| 16 | Hard Val's Night             |                                 | 26 febbraio 2000  |                 |
| 17 | Third Eye Blond              |                                 | 1º aprile 2000    |                 |
| 18 | Val's On First               |                                 | 8 aprile 2000     |                 |
| 19 | Val Point Blank              |                                 | 29 aprile 2000    |                 |
| 20 | Franco In Love               |                                 | 6 maggio 2000     |                 |
| 21 | Lights, Camera, Val          |                                 | 13 maggio 2000    |                 |
| 22 | Ride of the Valkyries        |                                 | 20 maggio 2000    |                 |